# Do They Know It's Christmas? (Band Aid 30)
Do They Know It's Christmas? è un singolo dei Band Aid 30 del 2014, cover dell'omonimo brano dei Band Aid.

## Registrazione e pubblicazione
Il 17 novembre 2014 è stata pubblicata una nuova versione della canzone per aiutare nella crisi di ebola scoppiata nell'Africa occidentale. Hanno partecipato moltissimi artisti sotto il nome di Band Aid 30, a indicare i 30 anni dalla versione originale, tra cui: Bono, Chris Martin, Ed Sheeran, One Direction, Paloma Faith, Ellie Goulding, Seal, Sam Smith, Sinéad O'Connor, Rita Ora, Emeli Sandé, Bastille e Olly Murs.
Il verso "Well, there won't be snow in Africa this Christmas time" è stato cambiano in "Bring peace and joy this Christmas to West Africa".

### Classifiche
| Classifica (2014)                | Posizione massima |
| -------------------------------- | ----------------- |
| Australia                        | 3                 |
| Austria                          | 5                 |
| Belgio (Fiandre)                 | 1                 |
| Belgio (Vallonia)                | 3                 |
| Canada                           | 8                 |
| Danimarca                        | 35                |
| Francia                          | 25                |
| Germania                         | 2                 |
| Irlanda                          | 1                 |
| Italia                           | 11                |
| Norvegia                         | 40                |
| Nuova Zelanda                    | 2                 |
| Paesi Bassi                      | 4                 |
| Regno Unito                      | 1                 |
| Spagna                           | 1                 |
| Stati Uniti                      | 63                |
| Stati Uniti (adult contemporary) | 16                |
| Svizzera                         | 5                 |